# Arvert
 Arvert  es una población y comuna francesa, en la región de Nueva Aquitania, departamento de Charente Marítimo, en el distrito de Rochefort y cantón de La Tremblade.

## Demografía

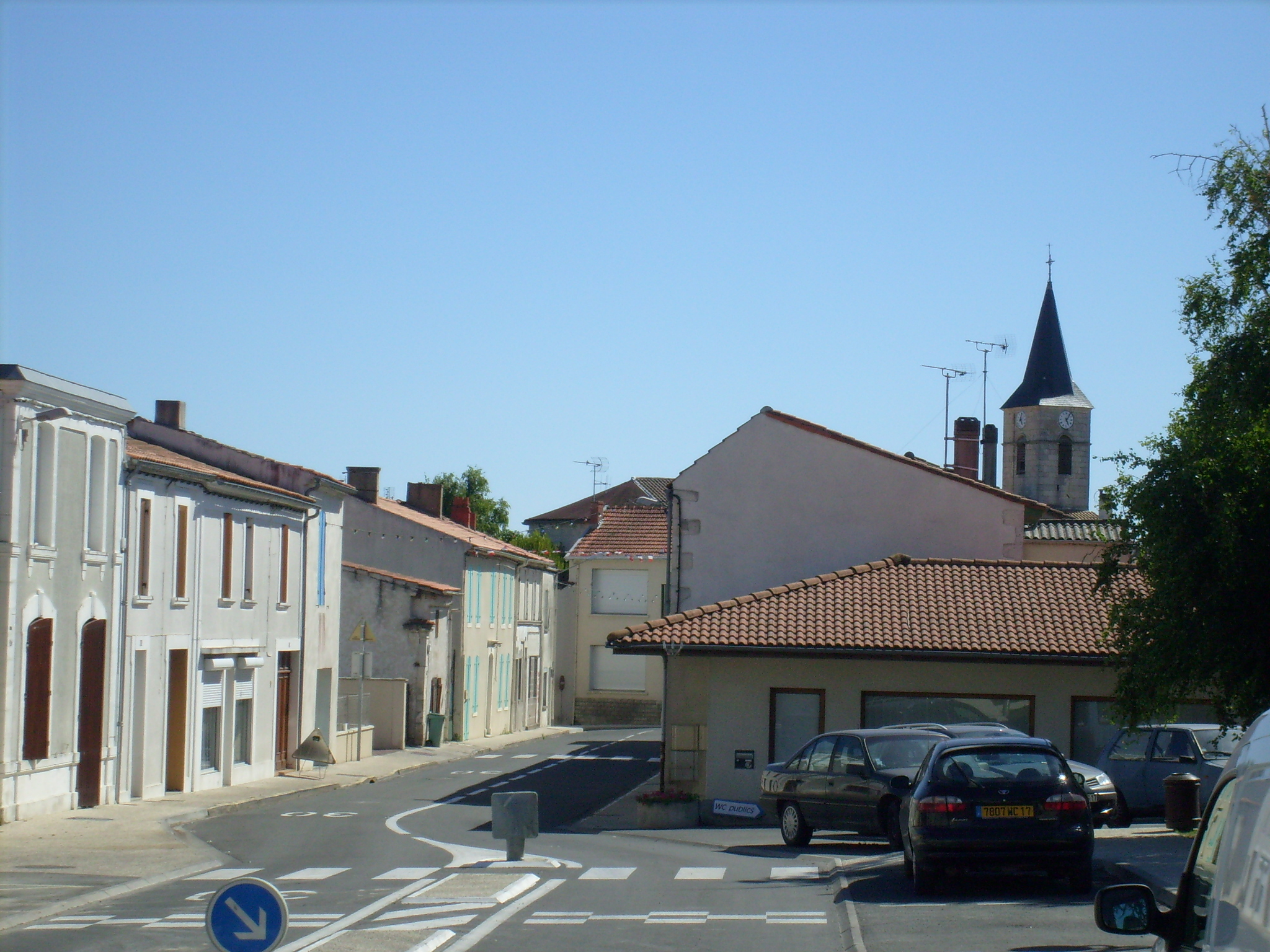

| 2155 | 2183 | 2380 | 2541 | 2734 | 2887 |
| Para los censos de 1962 a 1999 la población legal corresponde a la población sin duplicidades (Fuente: INSEE [Consultar]) |      |      |      |      |      |